# Belfield
La ville américaine de Belfield est située dans le comté de Stark, dans l’État du Dakota du Nord. Lors du recensement de 2010, sa population s’élevait à 800 habitants.

## Démographie
| 1920 | 1930 | 1940 | 1950  | 1960  | 1970  |
| ---- | ---- | ---- | ----- | ----- | ----- |
| 526  | 653  | 870  | 1 051 | 1 064 | 1 130 |

| 1980  | 1990 | 2000 | 2010 | - | - |
| ----- | ---- | ---- | ---- | - | - |
| 1 274 | 887  | 866  | 800  | - | - |

## Source
- (en) Cet article est partiellement ou en totalité issu de l’article de Wikipédia en anglais intitulé « Belfield, North Dakota » (voir la liste des auteurs).